# Gyula Tóth
Gyula Tóth (né le 12 avril 1936 à Túrkeve et décédé le 2 novembre 2006 à Ózd) est un athlète hongrois spécialiste du marathon. Affilié à l'Ózdi Kohász Sportegyesület, il mesurait 1,76 m pour 63 kg.

## Biographie

### Palmarès
| Date | Compétition                       | Lieu     | Résultat | Performance       |
| ---- | --------------------------------- | -------- | -------- | ----------------- |
| 1966 | Championnats d'Europe             | Budapest | 3e       | 2 h 22 min 02 s   |
| 1966 | Marathon international de la Paix | Košice   | 1er      |                   |
| 1968 | Jeux olympiques d'été             | Mexico   | 24e      | 2 h 34 min 49 s 0 |
| 1971 | Marathon international de la Paix | Košice   | 1er      |                   |
| 1972 | Jeux olympiques d'été             | Munich   | 27e      | 2 h 22 min 59 s 8 |

### Records
| Épreuve  | Performance     | Lieu | Date |
| -------- | --------------- | ---- | ---- |
| Marathon | 2 h 14 min 59 s |      | 1968 |